# Suolahti

Wappen der ehemaligen Stadt Suolahti

Suolahti ist eine ehemals selbständige Stadt mit rund 5.400 Einwohnern in Mittelfinnland. Sie liegt 40 km nördlich von Jyväskylä am Südufer des Sees Keitele.
Suolahti bestand als politische Gemeinde von 1932 bis 2006, seit 1977 besaß sie die Stadtrechte. Die Stadt umfasste neben dem Hauptort Suolahti die Dörfer Alkula, Honkola, Kalliolahti, Keskusta, Kylänmäki, Likolahti, Mutapohja, Nakertaja und Paatela. Zum 1. Januar 2007 fusionierte Suolahti mit den Nachbargemeinden Äänekoski und Sumiainen; die neue Stadt führt nur den Namen Äänekoski weiter.
Die zuvor ausgesprochen ländlich geprägte Gemeinde entwickelte sich nach dem Anschluss an das finnische Eisenbahnnetz im Jahr 1898 zu einem wichtigen Industriestandort; noch im selben Jahr wurde hier ein großes Sägewerk errichtet. Heute ist mit 670 Beschäftigten das Werk des Traktorenherstellers Valtra größter Arbeitgeber; jährlich werden dort rund 10.000 Traktoren gefertigt. Mit 600 Mitarbeitern folgt das Sperrholzwerk des Konzerns Finnforest.
Seit der Fertigstellung des Keitele-Päijännekanals im Jahr 1993 ist Suoalhti auch an das Wasserstraßennetz der Finnischen Seenplatte angeschlossen.